# Parastichopus regalis
Parastichopus regalis, comúnmente conocida como espardeña, es un equinodermo de la clase Holothuroidea (pepinos de mar). Mide 30 cm como máximo y su cuerpo es blando, aplanado y rugoso, de color marrón-rojizo con manchas blancas.
La carne, blanca, es muy apreciada para recetas de alta cocina, por su sabor y su escasez en el mercado, ya que se pesca en pequeñas cantidades.[cita requerida]
Son parasitadas por el pez rubioca que se alimenta de sus gónadas. Para deshacerse del parásito, la espardeña se desprende de sus propias vísceras que volverá a regenerar posteriormente.[cita requerida]
Durante casi todo el siglo XX las espardeñas eran, si no unas desconocidas, sí un plato que sólo apreciaba la gente de mar, especialmente en Cataluña, Valencia y Baleares, que las cocinaban principalmente como acompañamiento a los arroces típicos marineros.[cita requerida]
En Cataluña las llaman espardenya, llongo, llonguet y sola; en Cádiz carajo de mar; Ibiza morena bamba y en Mallorca pardal de moro.

## Taxonomía
Se ha incluido esta especie en el género Parastichopus debido a poseer las espículas ramificadas de forma dicotómica como el género Thelenota.
Sinónimos
- Eostichopus regalis (Cuvier, 1817)
- Stichopus regalis (Cuvier, 1817)
- Gastrothuria limbata (Perrier, 1899)
- Holothuria columnae (Cuvier, 1817)
- Holothuria regalis (Cuvier, 1817)
- Holothuria triquetra (Delle Chiaje, 1841)

## Distribución
Se encuentra en América —golfo de México e islas exteriores del Caribe—, África —archipiélagos de Madeira y Canarias, y costa de Mauritania y Senegal— y Europa —golfo de Vizcaya y mares que rodean Irlanda hasta les Hébridas en el Atlántico, y mar balear, golfo de Lion y mar de Liguria en el Mediterráneo—, a profundidades que oscilan entre los 5 y 800 m en fondos limosos y a veces en fondos con rocas y corales.

## Conservación
Su estatus en la Lista Roja de la UICN es de «preocupación menor» debido a su gran distribución. Su única amenaza es la pesca en Cataluña, que no parece afectar a las poblaciones. A pesar de su amplia distribución es una especie poco conocida y poco estudiada.